# Josep Bonafont
Josep Bonafont (El Soler, Rosselló, 1854 - Illa, Rosselló, 1935) fou un sacerdot i poeta nord-català, conegut pel pseudònim de lo Pastorellet de la Vall d'Arles. Exercí de capellà a Illa durant trenta-un anys. Fou un dels promotors i pilars de la Renaixença catalana al Rosselló gràcies a la difusió que donà de l'obra d'Antoni Jofre Les bruixes de Carançà i per la seva pròpia creació literària. Difongué les seves composicions en les revistes rosselloneses del seu temps i sobretot a la Revue Catalane.

Entre les seves obres destaca particularment Garbera catalana el 1884, Ais el 1887 i Ais i albades el 1914. Fou fundador de la Société d'Etudes Catalanes i de la Colla del Rosselló. Esdevingué autor i especialista dels Goigs. La seva autoritat moral i la seva bonhomia li permeteren d'esdevenir Majoral del felibritge quan es creà la Mantenidoria catalana el 1910. Hom el considera el mestre de Josep Sebastià Pons. D'ell s'esmenten les següents paraules:
| «                                          | Volem que lo nostre crit sia un toc de sometent que desperte la fe, les costums, les festes i la poètica història de la nostra terra. Volem mostrar als rossellonesos que la llengua que parlen és una de les més guapes del món; que és Déu que l'ha feta exprés pel nostre país, que l'ha agradabilissimament agermanada ab lo nostra boca, ab lo color del cel i del sol, ab lo nostre vi que eIs àngels hi canten, ab los aires tebis i embalsamats que ens petonegen, ab les flors que hermosegen les nostres regalades hortes, ab lo bram dels còrrecs, ab les aigües que murmullegen i descabdellen llurs bombolletes de plata, ab la calor del Vallespir i la fresca de la Cerdanya, ab tot lo que hem de dir i ab tot lo que hem de fer. | » |
| — Perpinyà, missa de la Santa Estela, 1910 | |   |

## Obres
- Garbera catalana (1884)
- Ais (1887)
- Ais i albades (1914),
- Los goigs (1907), estudi
- Pastoral de mossèn Bonafont (1923). Fou interpretada per nins del catecisme fins al 1956, i després per l'Estudiantina d'Illa. Josep Bonafont correspongué amb Frederic Mistral i s'inspirà de les pastorals (mena de pessebres vivents) provençals.